# 路易斯·軒歷基
路易斯·軒歷基·杜斯達，（英語：Luiz Henrique Tosta，1985年6月1日），巴西职业足球运动员，现效力廣東日之泉。

## 球會生涯
2010年，路易斯轉到中國發展，加盟廣東日之泉。並在4月25日第一次於中國甲級聯賽亮相。